# Galerija umjetnina Split
Galerija umjetnina osnovana je 1931. godine, a odnedavno je smještena u prostore Stare bolnice nedaleko od sjevernih zidina Dioklecijanove palače u Splitu, unutar bastiona Cornara.
Među stalnom postavom nalaze se slike i skulpture od 14. stoljeća do suvremenog doba. Osobito se ističu djela Andrije Alešija i Jurja Ćulinovića iz 15. st., Andrije Medulića iz 16. st., Mateja Pončuna i Federika Benkovića iz stoljeća te slike mletačkih majstora gotike, renesanse i baroka. Također, galerija izlaže i vrijedne ikone iz razdoblja 15. – 19. stoljeće. Najbrojnija su djela značajnih hrvatskih umjetnika Bukovca, Deškovića, Joba, Medovića, Meštrovića i Vidovića.

## Galerija djela
- Atrij galerije umjetnina, studeni 2015.

## Vanjske poveznice
- Službene stranice Galerije umjetnina